# Sinoceratops
Sinoceratops (von Sino- (‚China‘) und altgriechisch κέρας kéras ‚Horn‘ und ὤψ ōps ‚Antlitz‘; wörtlich also „Chinahorngesicht“) ist eine Gattung von Vogelbeckendinosauriern (Ornithischia) aus der Gruppe der Ceratopsia. Sie wurde erst 2008 in der Wangshi-Gruppe, einer Fundstelle aus der Oberkreide von China, entdeckt und 2010 erstbeschrieben. Typusart ist Sinoceratops zhuchengensis. Es ist der bisher einzige Ceratopside aus der Gruppe der Centrosaurinae, der außerhalb von Nordamerika gefunden wurde. Alle anderen Vertreter dieser Gruppe waren in ihrer Ausbreitung auf Nordamerika beschränkt.

## Funde

Schädelteil

Der Holotypus Zhucheng Dinosaur Museum (ZCDM) V0010 umfasst Teile eines Schädels mit den meisten Elementen der Schädeldecke und einem Teil des Hirnschädels. Am Fundort nahe Zangjiazhuang in Zhucheng in der ostchinesischen Provinz Shandong wurden Teile zweier weiterer Exemplare entdeckt. ZCDM V0011 ist ein Teil des Schädels mit fast vollständiger Schädeldecke und ZCDM V0012 ist ein Teil des Hirnschädels.

## Systematik
Eine kladistische Analyse stellt Sinoceratops in eine basale Position innerhalb der Centrosaurinae. In vielen Merkmalen ist die Gattung den Chasmosaurinae ähnlicher als anderen Centrosaurinae. Weiterhin verkürzt Sinoceratops zhuchengensis die Lücke von den Ceratopsiden zu anderen Sauriern.

## Merkmale

Größenvergleich mit einem Menschen

'Sinoceratops' war ein relativ großer Ceratopside mit einer geschätzten Länge von etwa sechs Metern und einem Gewicht von ungefähr zwei Tonnen. Er verfügte über mindestens 10 kräftige, stark gebogene hornähnliche Fortsätze entlang des hinteren Randes des Scheitelbeins und mindestens vier hornähnliche Fortsätze am Schuppenbein. Der Schädel des Holotypus hat eine geschätzte Gesamtlänge von 180 cm und ist damit einer der längsten bisher entdeckten Centrosaurinae-Schädel. Die Schnauze ist mit etwa 70 % der Basislänge des Schädels relativ lang. Die Orbita ist mit 15 %, wie bei Ceratopsiden üblich, klein. Das größtenteils erhaltene nasale Horn ist etwa 30 cm hoch und an der Basis 25 cm lang. Seitlich davor befindet sich ein deutlicher und etwas seitlich davor ein weniger deutlicher Höcker.

## Paläo-Ökologie

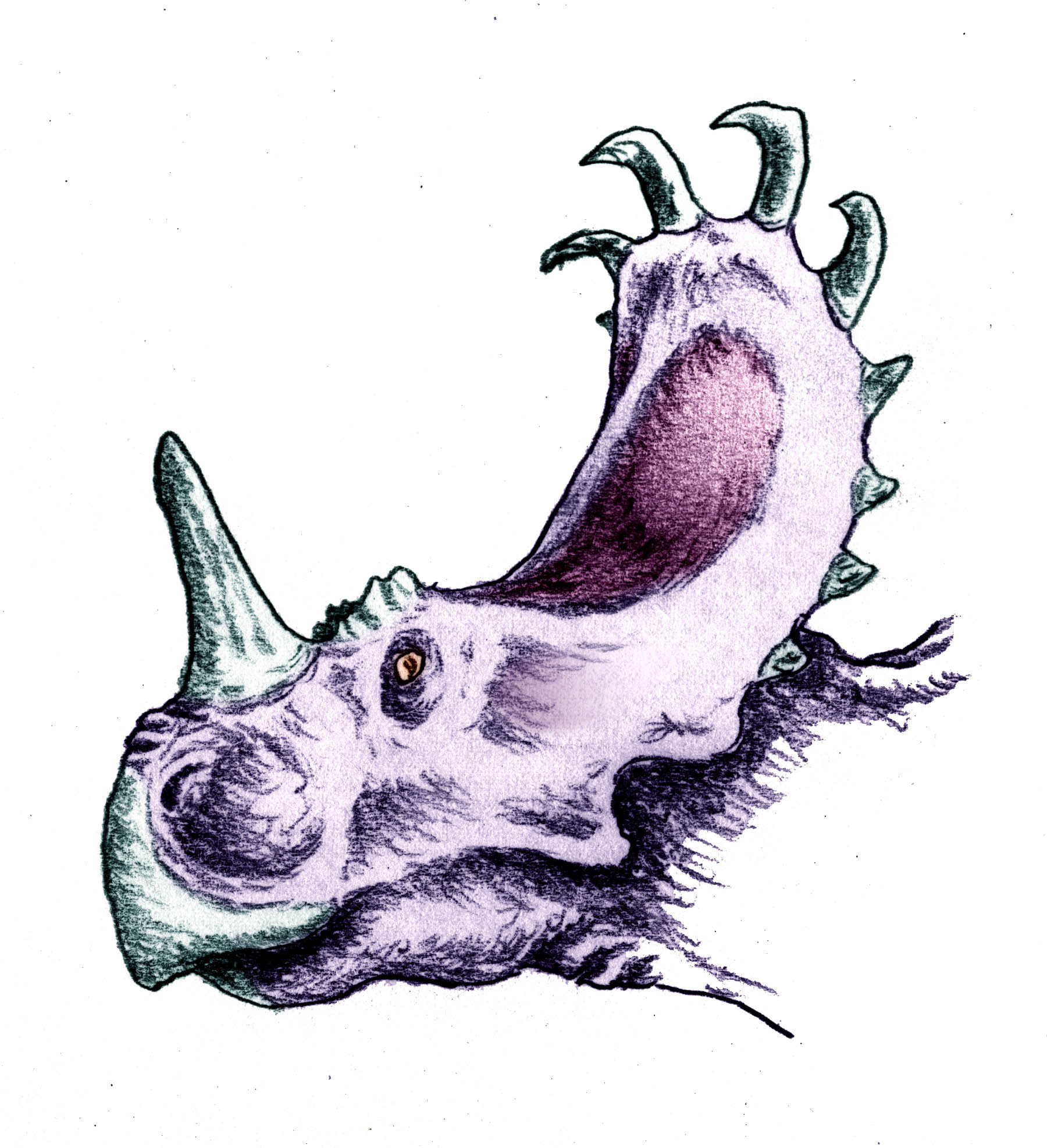
Künstlerische Darstellung von Sinoceratops

Sinoceratops wurde in der Xingezhuang Formation in Südchina gefunden. Die Formation datiert aus der späten Kreidezeit vor etwa 73,5 Millionen Jahren. Zusammen mit Sinoceratops lebte Shantungosaurus, ein sehr großer Vertreter der Hadrosauridae. Zu den Top-Prädatoren der Region zählte wohl Zhuchengtyrannus, ein asiatischer Tyrannosaurier, der eng mit Tarbosaurus verwandt war.